# 湖滨东路站

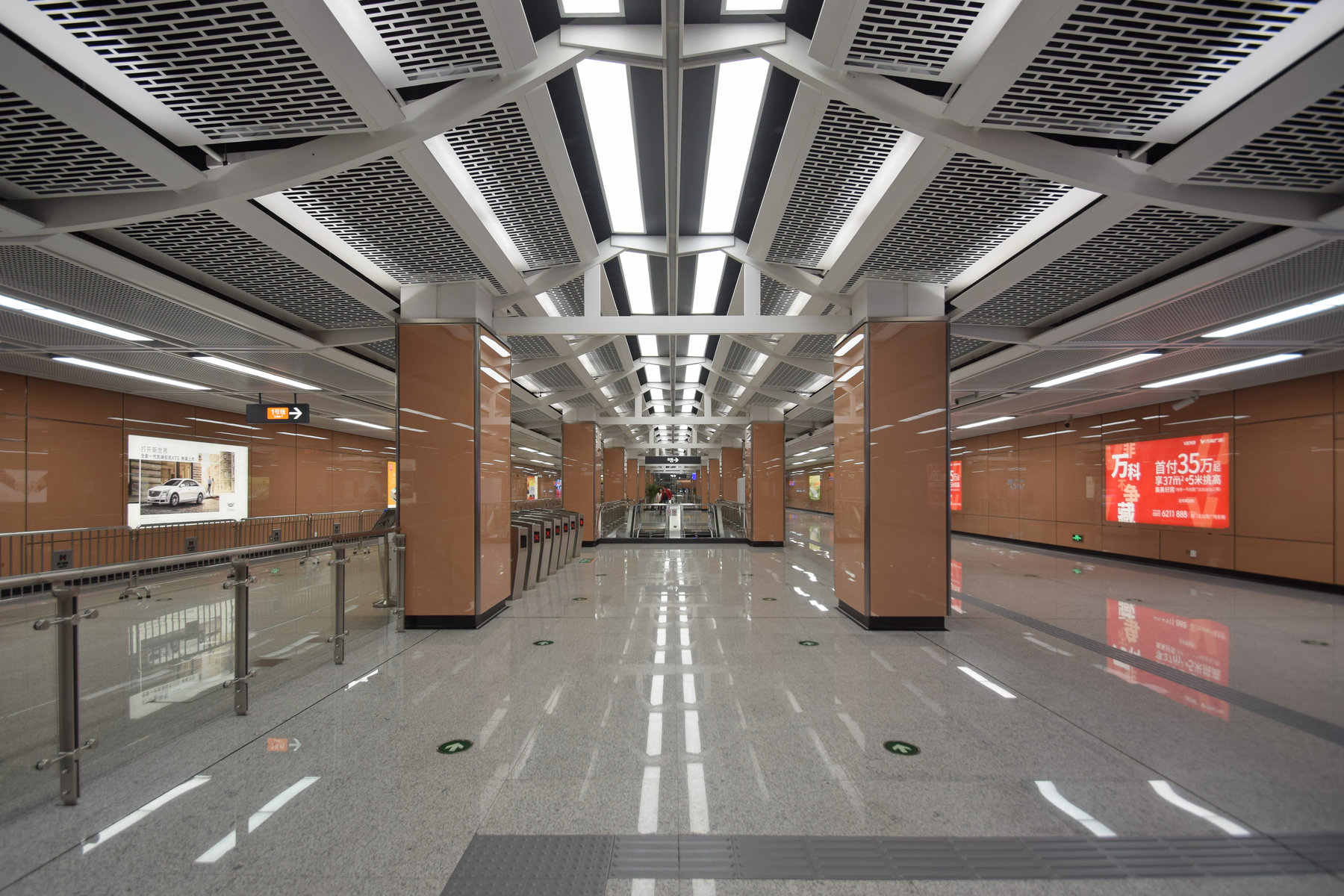
湖滨东路站1号线站厅

湖滨东路站（廈門話：/ɔ˧˧ pin˧˧ taŋ˧˧ lɔ˧˧/）是厦门地铁1号线与3号线的地铁换乘站，位于中华人民共和国福建省厦门市思明区湖滨南路与湖滨东路交叉口地下，1号线站台于2017年12月31日随1号线全线通车启用，3号线站台于2021年6月25日随3号线通车使用。

## 车站结构
湖滨东路站目前设有3层，1号线站台位于地下二层，建筑面积25360平方米；2号线站台位于地下三层。车站地下一层为站厅层；地下二层为1号线站台层，地下三层为3号线站台层，各含1个岛式站台。
| 地面层   | 出入口                               |                                      |                                      |
| 地下一层 | 站厅                                 | 商店、票务服务、客服中心、进出站闸机 | 商店、票务服务、客服中心、进出站闸机 |
| 地下二层 |                                      | 1 往岩内方向 （莲坂）                |                                      |
| 地下二层 | 岛式站台，列车运行方向左侧的车门开启 |                                      |                                      |
| 地下二层 | 1 往鎮海路方向 （文灶）              |                                      |                                      |
| 地下三层 |                                      | 3 往蔡厝方向 （体育中心）            |                                      |
| 地下三层 | 岛式站台，列车运行方向左侧的车门开启 |                                      |                                      |
| 地下三层 | 3 往厦门火车站方向 （厦门火车站）    |                                      |                                      |

### 出入口
2021年6月25日，地铁3号线开通，出入口增加到9个。
| 编号          | 无障碍设施 | 出口指示 | 建议前往的目的地                                      | 照片 |
| ------------- | ---------- | -------- | ----------------------------------------------------- | ---- |
| 1A            |            |          | 嘉禾商业中心、 厦门市湖滨中学、厦门旅游质量监督管理所 |      |
| 1B            |            |          | 厦门市思明区城市管理行政执法局、湖滨四里              |      |
| 2             |            |          | 金榜小区、思明区人民政府城市管理办公室、嘉禾商业中心  |      |
| 3             |            |          | 福联大厦、公安宿舍楼（凤屿路）、金领广场              |      |
| 4             |            |          | 裕盛园、金榜家园（金榜路）、厦门华润大厦              |      |
| 5A            |            |          | 湖滨四里                                              |      |
| 5B            |            |          | 湖滨四里、滨东小学                                    |      |
| 6             | 升降机标志 |          | 华润大厦、嘉隆商业小区（东门）、嘉禾花园              |      |
| 8             |            |          |                                                       |      |
| 10 （未开通） |            |          |                                                       |      |
| 註： 設有     |            |          |                                                       |      |

## 事件

### 出入口6号发生渗水
2019年12月29日晚上，车站6号口通道內突然出现局部渗漏水。40分钟后，工作人员将通道关闭並有维修人员到现场處理。约1小时后，通道恢复正常。事后厦门地铁于官方微博发文，表示「原因是车站与出入口连接处的引水槽因岩体裂隙中的结晶体堵塞，导致漏水」。

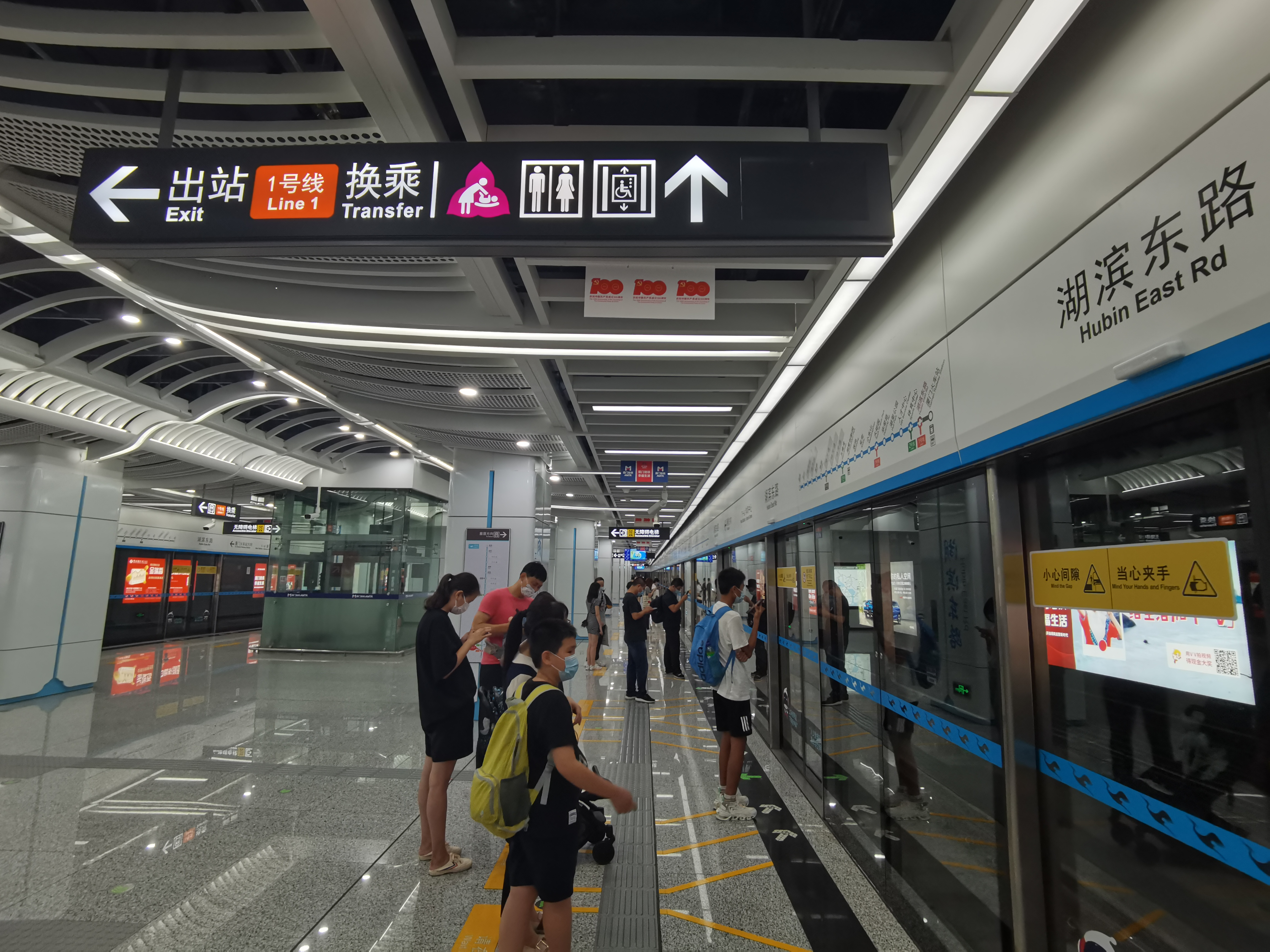
湖滨东路站3号线站台